# 올랑초트갈랑 폭포
올랑초트갈랑 폭포(몽골어: Улаан цутгалан)는 몽골의 우부르항가이주에 있는 폭포이다. 폭포의 높이는 24m이고 너비는 10m로, 몽골에서 가장 넓은 폭포이다. 오르홍강으로부터 수원을 공급받는다.

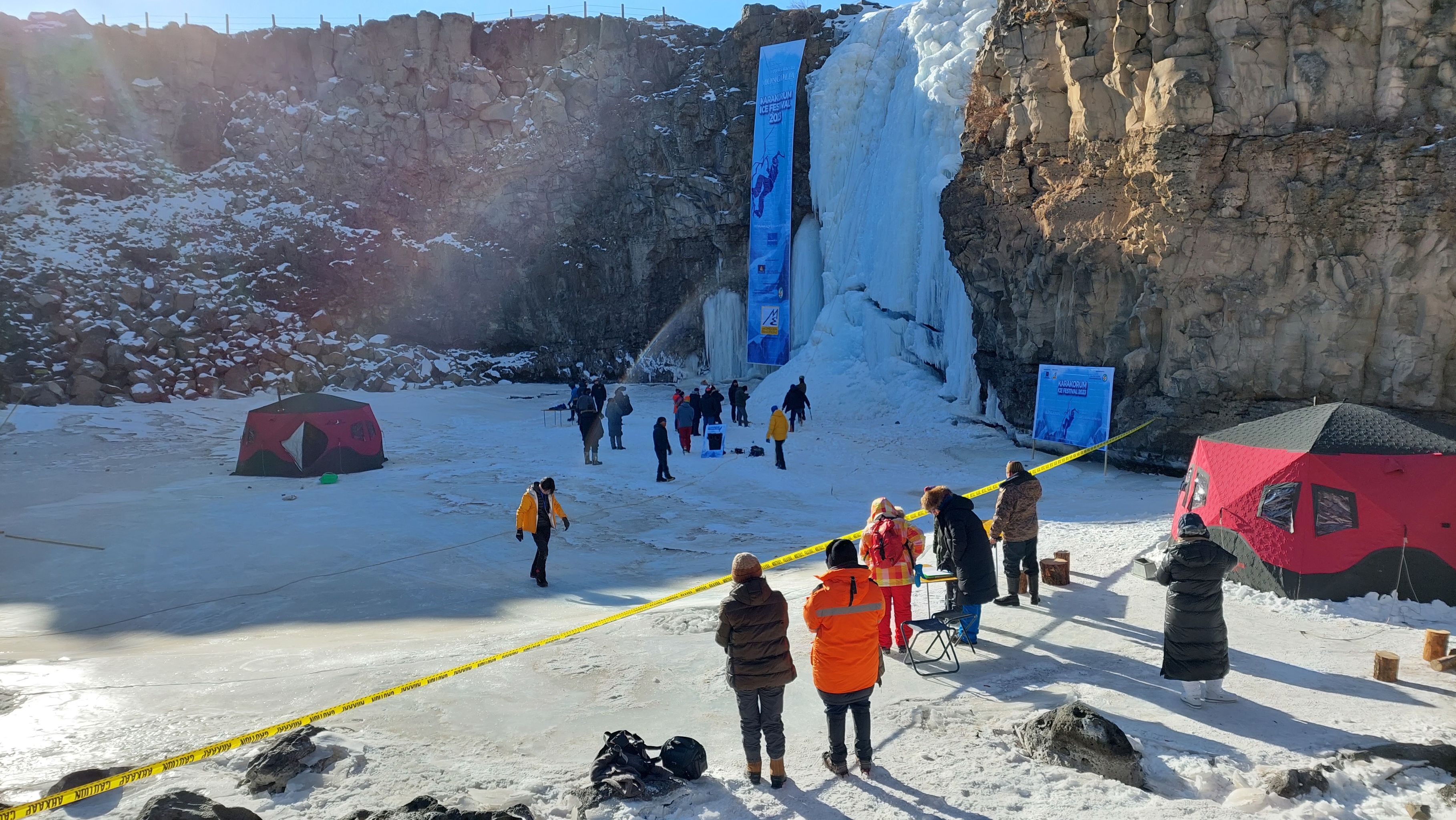
겨울철 얼어붙은 올랑초트갈랑 폭포에서 열린 아이스 클라이밍 대회

## 역사
신생대 제4기에 차강아자르가 강(Tsagaan Azarga River) 상류에서 화산 폭발이 일어났는데 이로 인해 오르홍 계곡(Orkhon Valley)을 따라 날아가 수 킬로미터에 걸쳐 뻗어 있는 두꺼운 화산암 층이 형성됐다. 그 후 오르홍강은 이 층들을 통과하여 오늘날의 폭포 협곡을 형성했다.